# Копигольд
Копиго́льд (англ. copyhold — держание по копии, от copy — копия и hold — держание) — форма феодальной зависимости крестьян от дворян, при которой безземельные крестьяне были вынуждены арендовать наделы для прокорма. Основная форма феодально-зависимого крестьянского держания в Англии в позднее Средневековье и в начале нового времени.
Копигольд возник из держания крепостных (вилланов) на рубеже XIV и XV веков и приобрёл всеобщее распространение в XV веке. Допуск к держанию копигольда крестьяне получали обычно в манориальной курии (см. Манор), где после уплаты денежного взноса (вступного файна) и принесения присяги лорду, копигольдеру выдавалась копия — выписка из протокола (отсюда название), фиксировавшего размеры ренты и участка, а также срок держания. Копигольд отражал процесс освобождения вилланов от крепостной зависимости, фактическое и юридическое укрепление крестьянского хозяйства, замену произвольной власти лорда обычно-правовым отношением. Вместе с тем, его держатели (копигольдеры) не имели правовой защиты со стороны судов общего права (согласно юридической традиции, суды общего права до начала XVI века разбирали лишь жалобы свободных держателей), распоряжения наделом, несли значительные повинности в пользу лорда; в большинстве случаев копигольд был пожизненным, а не наследственным.
В ходе начавшегося в XVI веке аграрного переворота происходило массовое обезземеление копигольдеров. В судьбе копигольда в наибольшей степени отразились интенсивность и последствия капиталистической перестройки в деревне, отмеченной специфическими чертами в каждом из регионов Англии.
Наибольшей отсталостью в экономическом отношении отличался северный район. Немногочисленные города имели скорее административно-военное значение, чем промышленное, торговое. Положение северного крестьянства определялось пограничным значением этих территорий. Поземельные налоги были заменены здесь службой в ополчении. Поэтому юридическая обеспеченность их земельной собственности была более значительной, чем в других районах Англии. Однако влияние капиталистических изменений достигло и этих отдаленных районов. Вольности северного крестьянства начинают постепенно приходить в упадок под влиянием огораживаний, повышения файнов и твердых рент.
Запад и юго-запад Англии отличались особой устойчивостью отношений феодальной зависимости, малоподвижностью аграрных структур на протяжении всего Средневековья. Возможно, поэтому в XVI—XVII веках здесь развивается процесс не столько открытой ломки поземельных отношений, сколько более разрушительный и действительно массовый процесс скрытого обезземеливания крестьян, экспроприация «мирными» средствами, в рамках манориального права.
На юго-западе Англии несмотря на развитие пастбищного хозяйства и шерстяной мануфактуры в XVI — начале XVII века в деревне сохранялись еще традиционные отношения, выражавшиеся в домениальном хозяйстве лорда, в долгосрочном характере аренды и самое главное — в значительной стабильности капигольдерского держания как ведущей формы землепользования. Манориальные описи владений Пемброков в Уилтшире — крупнейших лендлордов, сосредоточивших в своих руках 30000 акров земли — показали, что площадь копигольда к началу XVII века составляла около 65 % всех держаний. Эти же описи отразили переход части копигольдов в руки некрестьянских сословных элементов (джентри, горожан). Проникновение на крестьянский копигольд представителей общественных прослоек, стремившихся превратить землю в источник рентных доходов (путём сдачи её субдержателям) или коммерческой прибыли, означало ломку устойчивости собственно крестьянского землевладения.
Особенности хозяйственного развития деревни в юго-западном и западном районах Англии в этот период проявились в том, что огораживания, которые традиционно считаются в историографии основным фактом, подрывающим крестьянское хозяйство, не отличались здесь массовостью и не имели таких гибельных последствий для крестьян, как в Центральной Англии. В качестве основного, хотя и скрытого, метода экспроприации крестьянства на западе Англии использовалось повышение файнов за допуск к держанию.
Несколько иначе обстояло дело в Центральной и Восточной Англии, где наряду с повышением файнов основным рычагом этого процесса были огораживания.
Английская буржуазная революция XVII века оставила крестьян-копигольдеров на положении держателей, не признанных общим правом. В результате парламентских огораживаний копигольд стал анахронизмом, но лишь в 1925 году был отменен юридически.
Копигольдеры были пожизненными или наследственными держателями земли. Первоначально права копигольдеров на участок земли оформлялись в письменном виде, копия этого документа передавалась на хранение в манориальный суд. Возникнув в Средние века, юридически копигольд сохранялся в Англии до 1925 г. Историческую преемственность между копигольдерами и вилланами впервые показал медиевист А. Н. Савин, он доказал, что копигольдерское держание непосредственно выросло из вилланского и сохранило ряд характерных черт, сложившихся ещё в эпоху господства крепостного права: «Манориальный обычай, недостаточно охранявший интересы вилланов, не охранял и интересов копигольдеров. Лорд во многих случаях мог обезземелить крестьянина, не нарушая манориального обычая», — отмечает Е. А. Косминский.